# Міжштатна автомагістраль 35
Міжштатна автомагістраль 35 (Interstate 35, I-35) — головна міжштатна автомагістраль у центральній частині США. Як і більшість міжштатних автомагістралей, які закінчуються п’ятіркою, це основний маршрут, що пролягає з півночі на південь. Він простягається від Ларедо, штат Техас, біля кордону з Мексикою до Дулута, штат Міннесота, на шосе штату Міннесота 61, і 26-й авеню на схід.[3] Шосе розпадається на I-35E та I-35W у двох окремих місцях: метроплекс Даллас — Форт-Верт у Техасі та в містах-побратимах Міннесоти Міннеаполіс–Сент-Пол.
Завдовжки 1568 миль (2523 км) I-35 є дев’ятою за довжиною міжштатною магістраллю після I-94, і третьою за довжиною міжштатною магістраллю з півночі на південь після I-75 та I-95. Незважаючи на те, що цей маршрут зазвичай вважається автомагістраллю, яка пролягає від кордону до кордону, ця магістраль не з’єднується безпосередньо з жодним з міжнародних кордонів. Південна кінцева станція I-35 — це світлофор на вулиці Ідальго в Ларедо, штат Техас, неподалік від кордону з Мексикою. Мандрівники, які прямують на південь, можуть проїхати одним із двох платних мостів через річку Ріо-Гранде та кордон або прямо до Міжнародного мосту Хуареса-Лінкольна, або через міжштатну автомагістраль 35-A (автобус I-35-A) через центр міста Ларедо до Ворота до Міжнародного мосту Америки. На півночі I-35 закінчується в Дулуті, штат Міннесота, зі сполученням із Канадою від кінцевої зупинки міжштатної автомагістралі через MN 61 до Гранд-Портедж, або на північ до кордону в Інтернешнл-Фоллс, Міннесота, через американський маршрут 53 (US 53) у Дулуті.
Крім районів Даллас–Форт-Ворт і Міннеаполіс–Сент-Пол, до основних міст, які з’єднує I-35, належать (з півдня на північ) Сан-Антоніо, Остін штат Техас, Оклахома-Сіті Оклахома, Вічіта Канзас, Канзас-Сіті, Міссурі і Де-Мойн, штат Айова.

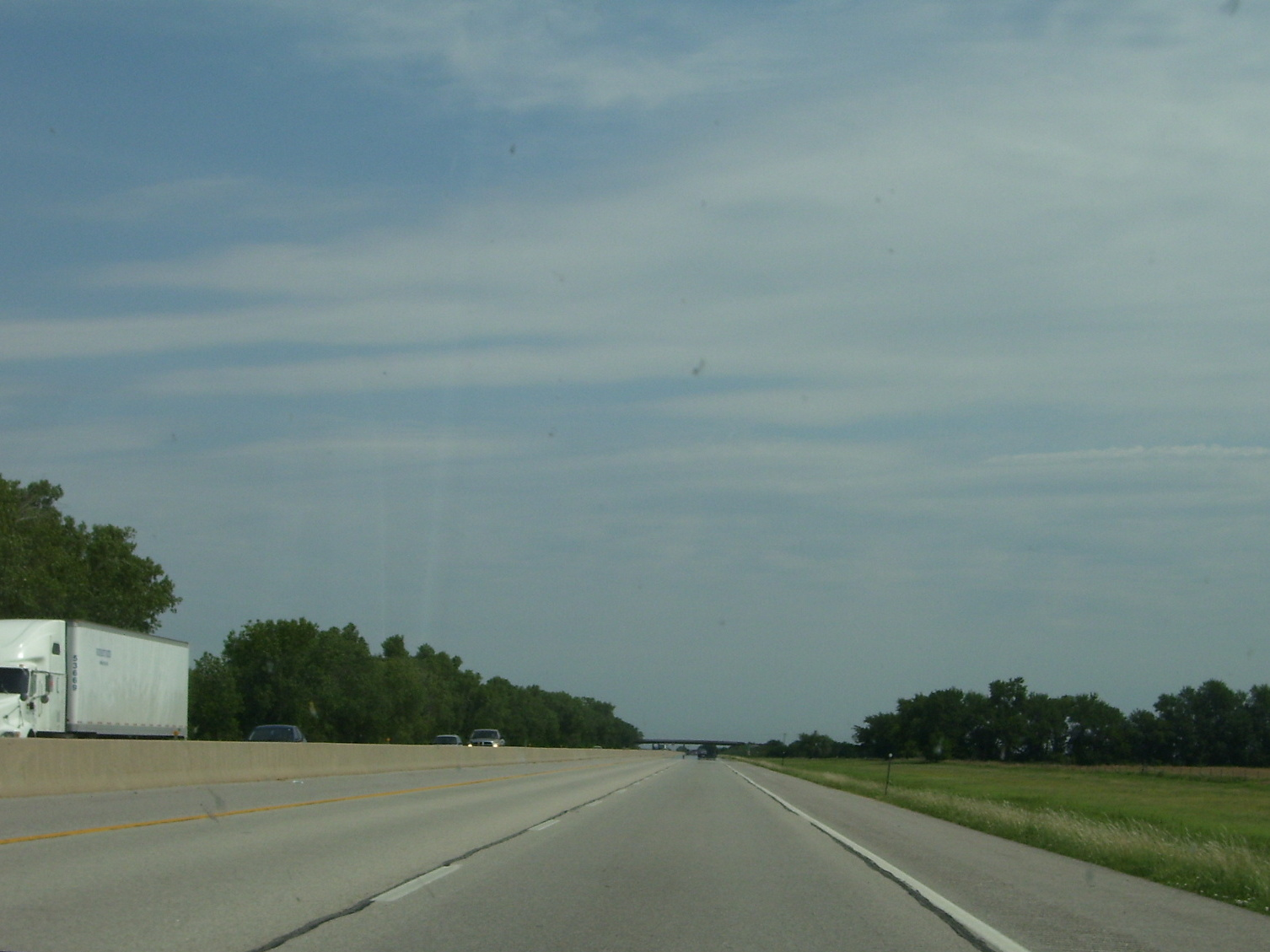
Вид з частини магістралі I-35 в Канзасі

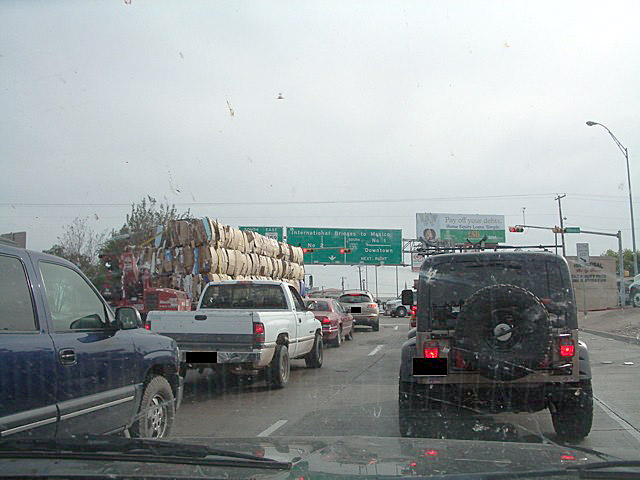
I-35 починається на цьому світлофорі в Ларедо, Техас

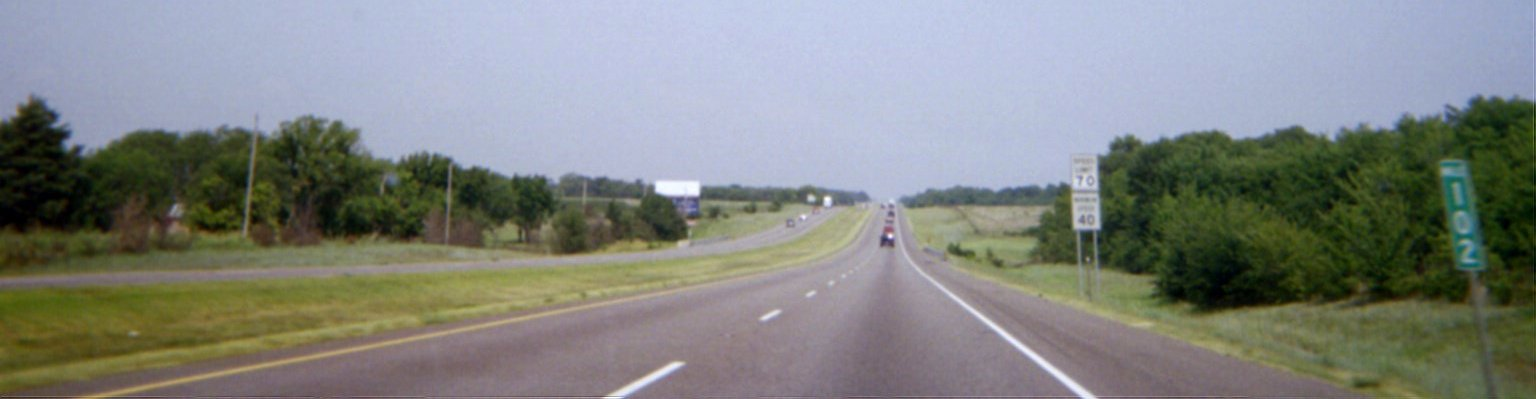
I-35 у Голдсбі, штат Оклахома, на 102-й милі

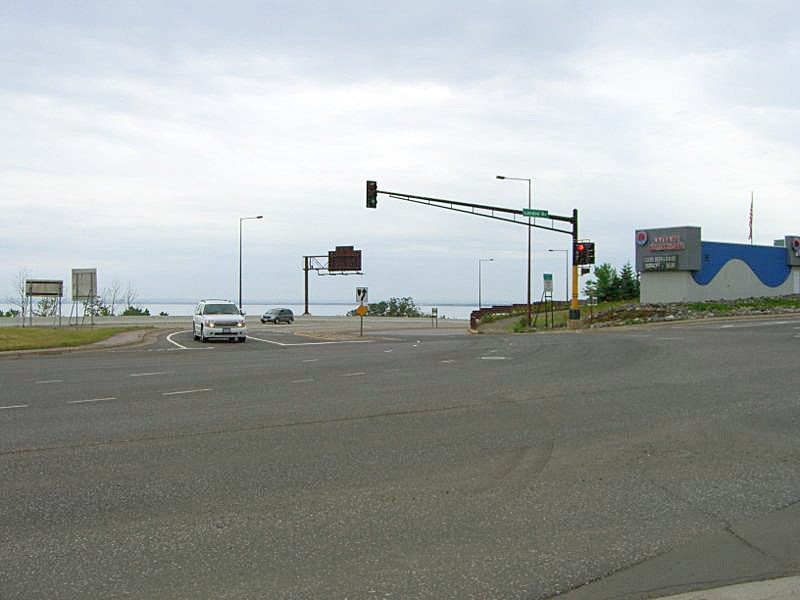
Північна кінцева точка I-35 знаходиться на цьому перехресті з Лондон-роуд (MN 61) у Дулуті, Міннесота, на фоні озера Верхнє.

## Опис маршруту

### Техас
I-35, що прямує на північ, починається на перехресті з дорожніми сигналами з автобусом. I-35-A в Ларедо, Техас, на північ від Ріо-Гранде та міжнародного кордону між Мексикою та США. Він має 17 миль (27 км) одночасно з US 83. Через округи Вебб, Ла Саль і Фріо він має переважно північно-північно-східний курс, повертаючи більш на північний схід навколо Мура. Потім він перетинає кути округів Медіна та Атаскоза перед входом у округ Бексар та Сан-Антоніо.
I-35 називається швидкісною автострадою Pan Am у Сан-Антоніо. Там вона короткочасно збігається з I-10 (з нею US 87) і I-410, і вона служить північною кінцевою станцією I-37. I-35 прямує з міста на північний схід у напрямку до столиці штату Остін.

### Оклахома
В Оклахомі траса I-35 пролягає від Ред-Рівер на кордоні Техасу до межі штату Канзас поблизу Брамана. Він проходить через або поряд з багатьма великими містами штату. З півдня на північ ці міста включають Ардмор, Полс-Веллі, Перселл, Норман, Мур, Оклахома-Сіті та Едмонд. У центрі Оклахома-Сіті магістраль I-35 має важливе перехрестя з трасою I-40 і входить у магістраль I-235 через північну центральну частину міста, оскільки інтенсивний рух рухається через місто до північної частини штату.

### Канзас
Між лінією штату Оклахома та Емпорією I-35 є частиною магістралі Канзас. Ця ділянка міжштатної автомагістралі обслуговує штат Вічіта та проходить через район Флінт-Гіллз. В Емпорії I-35 розгалужується на власному шляху. Ця безкоштовна ділянка автомагістралі I-35 забезпечує доступ до Оттави перед в’їздом у агломерацію Канзас-Сіті, де вона обслуговує округ Джонсон і Канзас-Сіті, штат Канзас.
Слід зазначити, що на маршруті в кількох точках між Кассодаєм і Емпорією на Флінт-Хіллс можна знайти ґрунтові під’їзні шляхи, які забезпечують прямий під’їзд без пандусу для вантажівок для перевезення худоби, в будь-якому напрямку вздовж шосе.

### Міссурі
I-35 в'їжджає в Міссурі за дві милі (3,2 км) на південний захід від центрального ділового району Канзас-Сіті як шестисмугове шосе. Після злиття з Southwest Trafficway і Broadway вона стає восьмисмуговою і продовжує рух на північ до центру Канзас-Сіті, де служить західною та північною частинами автомагістралі в центрі міста. Уздовж північного краю кільця I-35 з’єднується з I-70 безпосередньо на захід від Бродвею та має шість смуг руху з обмеженням швидкості 45 миль/год (72 км/год). Після виходу з кільця починається I-29, одночасно з I-35. Дві міжштатні автомагістралі разом перетинають річку Міссурі по мосту Бонда.
Після перетину річки I-29 і I-35 розділилися. I-35 прямує на північ до Камерона, штат Міссурі, а потім продовжує рух на північ до межі штату Айова.

### Айова
У південних частинах штату I-35 більшу частину свого шляху проходить паралельно US 69.
У Де-Мойні траса I-35 перетинається з трасою I-80 на 12 миль (19 км). Конкуренція проходить на північний захід від центральної частини міста. На виїзді 127 з I-80 перекриття повертає на схід і закінчується на виїзді 137 через розв’язку з I-235.
На північ від Де-Мойна I-35 в основному паралельна US 69, перетинаючи величезну сільську територію Айови.
I-35 є частиною Алеї Святих між Кліар Лейк і Сент-Полом, Міннесота. Було завершено будівництво чотирисмугового сполучення між Кліар Лейк і I-380 у Ватерлоо, штат Айова.

### Міннесота
У Медфорді, Міннесота, рампи ведуть до кільцевих розв’язок, а не до стандартних перехресть. Це перша ділянка в штаті, пов’язана з великою магістраллю, де використовуються кільцеві розв’язки.
I-35 знову розпадається на I-35W і I-35E в районі Міннеаполіс–Сент-Пол. Послідовність нумерації миль і виїздів продовжується вздовж I-35E. На одному крутому повороті на I-35W біля перехрестя з I-94 водіям рекомендується знизити швидкість до 35 миль/год (56 км/год) (хоча багато водіїв можуть підтримувати обмеження швидкості 55 миль/год (89 км/год)). Неможливо проїхати від західної I-94 до північної I-35W, від південної I-35W до східної I-94, і навпаки, не вдаючись до поверхневих вулиць.

## Історія
Деякі частини I-35 в Оклахома-Сіті вже були побудовані в 1953 році, до того, як була створена міжштатна система. Через Норман, штат Оклахома, у червні 1959 року відкрилася міжштатна автомагістраль. У Мурі вона р роз'єднується на дві частини: північна половина, що сполучала Мур з Оклахома-Сіті, відкрита в січні 1960 року. Південна половина, що з’єднувала її з Норманом, була відкрита для руху в Червень 1967.
I-35 через Оклахому здебільшого проходить паралельно US 77. Це значною мірою завдяки зусиллям міст Віннвуд, Паолі та  Вейн, які боролися за те, щоб I-35 була якомога ближчим до US 77. Це вдалося завдяки погрозам губернатора Генрі Беллмона побудувати платну дорогу замість I-35, а також законодавство, яке забороняє витрачати державні кошти на міжштатну автомагістраль, якщо вона розташована на відстані більше ніж однієї милі (1,6 км) від американської дороги.
I-35 було завершено в Оклахомі в 1971 році, коли частини міжштатної автомагістралі, що проходять через округ Картер та округ Маррі, були відкриті для руху.
Остання ділянка I-35 (як спочатку планувалося) відкрилася в північно-центральній Айові, між Мейсон-Сіті та US 20 біля Айова-Фоллс. Цей сегмент було відкладено через деякі суперечки. Спочатку I-35 мав пролягати по трасі US 69 від Де-Мойна до кордону з Міннесотою, але бізнес-спільнота Мейсон-Сіті лобіювала перенесення маршруту ближче до їхнього міста. 1 вересня 1965 року трасу було змінено на паралельну US 65 через північну Айову, що наблизило шосе до Мейсон-Сіті. Це створило довгий діагональний відрізок через округи Райт і Франклін. Місцеві фермери заперечували проти того, щоб їхні ферми розділили на трикутні частини, і в результаті судовий процес затримав I-35 на кілька років. Рішення від листопада 1972 року відхилило позов, поданий фермерами, і було дозволено продовжити роботу останнього сегменту I-35, який зрештою був відкритий у 1975 році.
Міст Пасео через річку Міссурі в Канзас-Сіті, штат Міссурі, був замінений двопролітним вантовим мостом Крістофера С. Бонда в грудні 2010 року.